# Prahova Ploiești
Maillots
Le Prahova Ploiești est un club de football roumain basé à Ploiești et disparu en 2000. Il a remporté un titre national de champion de Roumanie en 1916. Il disputait ses rencontres de championnat à domicile au stade Ilie Oana, d'une capacité de 16 000 places.
Le club a été fondé en 1915, à la suite de la disparition du club pionnier de la ville de Ploiești, l'United Ploiesti. Dès sa première participation au championnat roumain de première division, il remporte le titre mais n'arrive pas à confirmer ce résultat les saisons suivantes. Le Prahova stagne ainsi en championnat régional Sud, excepté en 1931, où l'équipe participe au championnat national après avoir obtenu le titre régional. 
Après la Seconde Guerre mondiale, à la suite d'un barrage gagné face au Gloria CFR Galati, le Prahova retrouve l'élite lors de la saison 1946-1947. L'euphorie est de courte durée puisque le club est relégué en fin de saison, avec seulement 5 victoires en 26 matchs et restera en deuxième division jusqu'en 1962, où le club est exclu et rétrogradé en championnat régional. Par la suite, il réussit à revenir en 2e division, mais ne parviendra jamais à retrouver l'élite. Le Prahova Ploiesti disparaît en 2000.

## Palmarès
- Championnat de Roumanie :
  - Vainqueur : 1916

## Grands noms
- Eugen Mladin
- Florea Voinea